# Katja Patzel-Mattern
Katja Patzel-Mattern (* 1970 in Ratingen) ist eine deutsche Sozial- und Wirtschaftshistorikerin.
Nach dem Abitur in Düsseldorf studierte sie Neuere und Neueste Geschichte, Publizistik und Politikwissenschaften an der Westfälischen Wilhelms-Universität Münster und der Universität Barcelona. Im Jahr 1998 folgte die Promotion in Münster mit einer von Clemens Wischermann und Hans-Ulrich Thamer betreuten Arbeit zur Theorie der Erinnerung und Erinnerungskultur, 2007 die Habilitation bei Clemens Wischermann an der Universität Konstanz mit einer Arbeit über die industrielle Psychotechnik in der Weimarer Republik. Seit Mai 2009 lehrt Patzel-Mattern als Professorin für Wirtschafts- und Sozialgeschichte an der Ruprecht-Karls-Universität Heidelberg.
Ihre Forschungsschwerpunkte liegen in der Sozial- und Wirtschaftsgeschichte, der Unternehmensgeschichte, der Krisen- und Kommunikationsforschung, der Wissenschaftsgeschichte, der Geschlechter- und Körpergeschichte und der Geschichte von Gedächtnis und Erinnerung. In ihrer Dissertation will sie die erinnerungstheoretischen Überlegungen von Henri Bergson, Sigmund Freud, Wilhelm Dilthey, Georg Steinhausen, William James und Georg Simmel in Einzelanalysen herausarbeiten. Sie sucht „nach Formen der Aneignung, Verarbeitung und Bewertung von Vergangenheit“. Mit ihrer Abhandlung will sie in der Diskussion um den Begriff des Erinnerns und des Gedächtnisses „einen Beitrag zur Grundlegung eines erinnerungsgeleiteten Umgangs mit der Geschichte“ leisten. Gemeinsam mit Clemens Wischermann gibt Katja Patzel-Mattern die Schriftenreihe „Perspektiven der Wirtschaftsgeschichte“ heraus.

## Schriften
Monographien
- Geschichte im Zeichen der Erinnerung. Subjektivität und kulturwissenschaftliche Theoriebildung (= Studien zur Geschichte des Alltags. Band 19). Steiner, Stuttgart 2002, ISBN 3-515-08082-1 (Zugleich: Universität Münster (Westfalen), Dissertation, 1998).
- Ökonomische Effizienz und gesellschaftlicher Ausgleich. Die industrielle Psychotechnik in der Weimarer Republik (= Studien zur Geschichte des Alltags. Band 27). Steiner, Stuttgart 2010, ISBN 978-3-515-09324-8.

Herausgeberschaften
- mit Albrecht Franz: Der Faktor Zeit. Perspektiven kulturwissenschaftlicher Zeitforschung (= Studien zur Geschichte des Alltags. Band 30). Steiner, Stuttgart 2015, ISBN 978-3-515-11016-7.